# 2014년 하계 청소년 올림픽
2014년 하계 청소년 올림픽(영어: 2014 Summer Youth Olympics, II Summer Youth Olympic Games, 중국어: 2014年夏季青年奧林匹克運動會)은 2014년 8월 16일부터 8월 28일까지 중국 난징에서 개최되었던 하계 청소년 올림픽이다.

## 개최지 선정
| 도시   | NOC 이름 | 유효한득표 수 |
| 난징   | 중국     | 47            |
| 포즈난 | 폴란드   | 42            |

난징은 경쟁자였던 폴란드의 포즈난을 물리치고 2010년에 당시 동계 올림픽이 열렸던 캐나다 벤쿠버에서 열린 열린 국제 올림픽 위원회 총회에서 2014년 하계 청소년 올림픽 개최지로 선정되었다.

## 개최 종목
2014년 하계 청소년 올림픽에는 총 26개의 종목, 31개의 세부 종목이 개최되었다.
| - 수영 - 다이빙 - 수영 - 양궁 - 육상 - 배드민턴 - 농구 | - 복싱 - 카누 - 사이클 - 승마 - 펜싱 - 축구 - 체조 | - 핸드볼 - 하키 - 유도 - 근대5종 - 조정 - 요트 - 사격 | - 탁구 - 태권도 - 테니스 - 트라이애슬론 - 배구 - 역도 - 레슬링 |

참고
- IOC의 지침에 의해서 농구(길거리)와 배구(실내)는 세부종목이 하나만 있다.

## 참가국
2014년 하계 청소년 올림픽에는 203개의 국가가 참가하였다. 시에라리온, 라이베리아, 나이지리아는 서아프리카 에볼라 유행으로 인해 불참하였다. 이외에도 아직 IOC에 가입하지 않은 남수단이 개인 자격으로 올림픽기 아래에 참가하였다.
- 아프가니스탄 (1)
- 알바니아 (5)
- 알제리 (33)
- 아메리칸사모아 (5)
- 안도라 (10)
- 앙골라 (15)
- 앤티가 바부다 (5)
- 아르헨티나 (60)
- 아르메니아 (14)
- 아루바 (4)
- 오스트레일리아 (89)
- 오스트리아 (33)
- 아제르바이잔 (21)
- 바하마 (14)
- 바레인 (5)
- 방글라데시 (13)
- 바베이도스 (8)
- 벨라루스 (35)
- 벨기에 (33)
- 벨리즈 (3)
- 베냉 (5)
- 버뮤다 (7)
- 부탄 (2)
- 볼리비아 (7)
- 보스니아 헤르체고비나 (6)
- 보츠와나 (8)
- 브라질 (97)
- 영국령 버진아일랜드 (8)
- 브루나이 (3)
- 불가리아 (27)
- 부르키나파소 (3)
- 부룬디 (8)
- 캄보디아 (3)
- 카메룬 (3)
- 캐나다 (72)
- 카보베르데 (20)
- 케이맨 제도 (5)
- 중앙아프리카 공화국 (2)
- 차드 (2)
- 칠레 (15)
- 중화인민공화국 (123) (개최국)
- 콜롬비아 (34)
- 코모로 (4)
- 콩고 공화국 (8)
- 콩고 민주 공화국 (4)
- 쿡 제도 (4)
- 코스타리카 (3)
- 크로아티아 (24)
- 쿠바 (12)
- 키프로스 (6)
- 체코 (37)
- 덴마크 (15)
- 지부티 (5)
- 도미니카 연방 (2)
- 도미니카 공화국 (10)
- 에콰도르 (19)
- 이집트 (83)
- 엘살바도르 (8)
- 적도 기니 (2)
- 에리트레아 (3)
- 에스토니아 (17)
- 에티오피아 (15)
- 미크로네시아 연방 (4)
- 피지 (26)
- 핀란드 (14)
- 프랑스 (82)
- 가봉 (3)
- 감비아 (2)
- 조지아 (12)
- 독일 (85)
- 가나 (10)
- 영국 (33)
- 그리스 (22)
- 그레나다 (4)
- 괌 (8)
- 과테말라 (20)
- 기니 (4)
- 기니비사우 (2)
- 가이아나 (4)
- 아이티 (3)
- 온두라스 (21)
- 홍콩 (18)
- 헝가리 (57)
- 아이슬란드 (20)
- 인도 (32)
- 인도네시아 (27)
- 독립 (1)
- 이란 (16)
- 이라크 (5)
- 아일랜드 (16)
- 이스라엘 (14)
- 이탈리아 (68)
- 코트디부아르 (4)
- 자메이카 (20)
- 일본 (78)
- 요르단 (6)
- 카자흐스탄 (51)
- 케냐 (24)
- 키리바시 (3)
- 조선민주주의인민공화국 (6)
- 대한민국 (74)
- 쿠웨이트 (5)
- 키르기스스탄 (7)
- 라오스 (2)
- 라트비아 (13)
- 레바논 (4)
- 레소토 (7)
- 리비아 (3)
- 리히텐슈타인 (1)
- 리투아니아 (21)
- 룩셈부르크 (4)
- 마케도니아 공화국 (5)
- 마다가스카르 (3)
- 말라위 (5)
- 말레이시아 (20)
- 몰디브 (3)
- 말리 (4)
- 몰타 (4)
- 마셜 제도 (4)
- 모리타니 (3)
- 모리셔스 (4)
- 멕시코 (78)
- 몰도바 (11)
- 모나코 (1)
- 몽골 (5)
- 몬테네그로 (5)
- 모로코 (15)
- 모잠비크 (3)
- 미얀마 (4)
- 나미비아 (30)
- 나우루 (2)
- 네팔 (2)
- 네덜란드 (41)
- 뉴질랜드 (50)
- 니카라과 (4)
- 니제르 (4)
- 노르웨이 (31)
- 오만 (3)
- 파키스탄 (12)
- 팔라우 (3)
- 팔레스타인 (4)
- 파나마 (8)
- 파푸아뉴기니 (24)
- 파라과이 (10)
- 페루 (40)
- 필리핀 (7)
- 폴란드 (59)
- 포르투갈 (21)
- 푸에르토리코 (23)
- 카타르 (21)
- 루마니아 (41)
- 러시아 (88)
- 르완다 (11)
- 세인트키츠 네비스 (3)
- 세인트루시아 (6)
- 세인트빈센트 그레나딘 (4)
- 사모아 (2)
- 산마리노 (3)
- 상투메 프린시페 (4)
- 사우디아라비아 (5)
- 세네갈 (6)
- 세르비아 (24)
- 세이셸 (3)
- 싱가포르 (18)
- 슬로바키아 (38)
- 슬로베니아 (48)
- 소말리아 (2)
- 솔로몬 제도 (3)
- 남아프리카 공화국 (55)
- 스페인 (66)
- 스리랑카 (9)
- 수단 (5)
- 수리남 (6)
- 스와질란드 (4)
- 스웨덴 (33)
- 스위스 (19)
- 시리아 (9)
- 중화 타이베이 (47)
- 타지키스탄 (8)
- 탄자니아 (4)
- 태국 (37)
- 동티모르 (2)
- 토고 (3)
- 통가 (3)
- 트리니다드 토바고 (11)
- 튀니지 (50)
- 튀르키예 (41)
- 투르크메니스탄 (3)
- 투발루 (3)
- 우간다 (6)
- 우크라이나 (58)
- 아랍에미리트 (4)
- 미국 (92)
- 우루과이 (22)
- 우즈베키스탄 (28)
- 바누아투 (21)
- 베네수엘라 (59)
- 베트남 (13)
- 미국령 버진아일랜드 (5)
- 예멘 (3)
- 잠비아 (24)
- 짐바브웨 (10)

## 메달 순위
| 순위 | 국가         | 금메달 | 은메달 | 동메달 | 합계 |
| ---- | ------------ | ------ | ------ | ------ | ---- |
| 1    | 중국         | 38     | 13     | 14     | 65   |
| 2    | 러시아       | 27     | 19     | 11     | 57   |
| —    | 혼합팀*      | 13     | 12     | 14     | 39   |
| 3    | 미국         | 10     | 5      | 7      | 22   |
| 4    | 프랑스       | 8      | 3      | 9      | 20   |
| 5    | 일본         | 7      | 9      | 5      | 21   |
| 6    | 우크라이나   | 7      | 8      | 8      | 23   |
| 7    | 이탈리아     | 7      | 8      | 6      | 21   |
| 8    | 헝가리       | 6      | 6      | 11     | 23   |
| 9    | 브라질       | 6      | 6      | 1      | 13   |
| 10   | 아제르바이잔 | 5      | 6      | 1      | 12   |

(*) 혼합팀은 몇몇 종목에서 여러 국가 출신의 선수가 단일팀으로 함께 참가한 팀이다.

## 방송
- 대한민국 - KBS 1TV, KBS 2TV, KBS 24시 뉴스, MBC TV, SBS TV
- 미국 - NBC
- 영국 - BBC
- 일본 - NHK
- 중화인민공화국 - CCTV